# Тоні Філіпі
Тоні Філіпі (хорв. Toni Filipi; 1 березня 1996) — хорватський боксер, призер Європейських ігор 2019.
Тоні — молодший брат Йосипа Філіпі, теж боксера.

## Аматорська кар'єра
2014 року Тоні Філіпі став срібним призером молодіжного чемпіонату світу, програвши у фіналі Джордану Ернандесу (Куба). Через чотири місяці на II Юнацьких Олімпійських іграх знов став срібним призером, вдруге поступившись Ернандесу у фіналі.
У сезоні 2017/2018 був учасником напівпрофесійної боксерської ліги WSB у складі команди «Croatian Knights» (Хорватія).
На Європейських іграх 2019 завоював бронзову медаль.
- В 1/16 фіналу переміг Джемала Бошняка (Боснія і Герцоговина) — 3-2
- В 1/8 фіналу переміг Ентоні Брауна (Ірландія) — 4-1
- У чвертьфіналі переміг Адама Хаморі (Угорщина) — 3-2
- У півфіналі програв Мусліму Гаджімагомедову (Росія) — 0-5

На чемпіонатах світу 2019 і 2021 програв у першому бою.